# Setodes parichkrita
Setodes parichkrita är en nattsländeart som beskrevs av Schmid 1987. Setodes parichkrita ingår i släktet Setodes och familjen långhornssländor. Inga underarter finns listade i Catalogue of Life.